# Winfried Mahraun
Winfried Mahraun   (Berlín, 17 de juliol de 1907 - Berlín, 10 de setembre de 1973) va ser un saltador alemany que va competir durant la dècada de 1930.
El 1936 va prendre part en els Jocs Olímpics d'Estiu de Berlín, on fou setè en la prova de trampolí de 3 metres del programa de salts.
En el seu palmarès destaca una medalla de plata al Campionat d'Europa de natació de 1934, rere el seu compatriota Leo Esser, i dos campionats nacionals.